# Free State of Jones
Free State of Jones è un film del 2016 scritto e diretto da Gary Ross.
Il film è un dramma storico ambientato durante la guerra di secessione americana e racconta la storia vera del contadino Newton Knight, interpretato da Matthew McConaughey, e della sua ribellione armata contro l'esercito confederato.

## Trama
L'infermiere dell'esercito sudista Newton Knight, avendo assistito a troppe ingiustizie, decide di disertare per riportare a casa il cadavere del giovane nipote a cui non è stato prestato soccorso dopo che era stato ferito. Rendendosi conto della precarietà della situazione, la moglie e il figlio di Newton abbandonano la fattoria e Newton stesso, in cerca di un luogo più sicuro. In questo periodo Newton fa amicizia con Rachel, una donna schiava che ha segretamente imparato a leggere.
Il disincanto di Newton per i principi della Confederazione si sviluppa dopo avere scoperto che le truppe razziano regolarmente le colture e il bestiame della povera gente per il loro sostentamento. Dopo aver aiutato una famiglia a resistere a un raid, egli viene riconosciuto come disertore e gli viene data la caccia. Con l'aiuto della commerciante Sally Newton fugge in una palude, dove alcuni schiavi fuggitivi, guidati da Moses Washington, lo aiutano a nascondersi.
Dopo l'assedio di Vicksburg molti confederati disertano e un certo numero di loro si rifugia nella palude. I Confederati e gli schiavi fuggiaschi danno luogo a una rivolta contro la Confederazione stessa, riuscendo a impadronirsi di una zona a sud-est del Mississippi, organizzandola come "Stato libero di Jones". Nonostante riceva solo piccoli aiuti da parte dell'Unione, questo gruppo di ribelli riesce a resistere fino alla fine della guerra.
Dopo la guerra e l'emancipazione degli schiavi, Newton riprende a combattere contro la disuguaglianza razziale. Dapprima aiuta il figlio di Moses a riscattarsi da un "tirocinio" per l'ex padrone di Rachel (pratica che, di fatto, serviva a mantenere la schiavitù, poi dichiarata illegale dall'Unione in un momento successivo) e in seguito si adopera per garantire agli ex-schiavi il diritto al voto, ormai sancito dalla costituzione. Al contempo deve però assistere anche ai vari crimini del nascente Ku Klux Klan, fra cui l'assassinio dell'amico Moses. Lui e Rachel hanno un figlio, Jason, e giacché non possono sposarsi Newton le intesta la proprietà di un appezzamento di terreno.
A distanza di 85 anni dalla fine della guerra vi è ancora un episodio riguardante la disuguaglianza razziale, un processo intentato al bis-bis-nipote di Newton, arrestato sulla base di leggi del Mississippi che impedivano, all'epoca, matrimoni misti tra persone di razze diverse. Dal momento che il nipote è per un ottavo di discendenza nera, in base alla legislazione del Mississippi egli è considerato un nero e quindi non avrebbe potuto sposare legalmente la sua fidanzata. Viene dunque condannato a cinque anni di carcere ma, negando fermamente di essere colpevole del reato ascrittogli, la Corte Suprema del Mississippi è costretta a liberarlo piuttosto che rischiare che la legge razziale venga dichiarata incostituzionale dai giudici federali.

## Produzione
Il 5 novembre 2014 è stato annunciato che Matthew McConaughey avrebbe interpretato Newton Knight, leader della rivolta durante la guerra civile, con Gary Ross alla regia del film. STX Entertainment ha finanziato 20 milioni di dollari del budget totale di 65 milioni. STX Entertainment ha ottenuto i diritti per la distribuzione statunitense del film.
Jon Kilik, Scott Stuber e lo stesso Gary Ross sono produttori del film. Il 6 gennaio 2015 Gugu Mbatha-Raw si è unita al cast nel ruolo dell'ex schiava Rachel e successiva moglie di Knight. Keri Russell e Mahershala Ali si sono uniti al cast il 12 febbraio 2015, la Russell nel ruolo della prima moglie di Knight, mentre Ali in quello di Moses Washington, schiavo fuggitivo che si unisce alla rivolta di Knight.
Le riprese hanno avuto luogo in Louisiana e Mississippi dal 23 febbraio al 20 maggio 2015.

## Distribuzione
Il film è stato distribuito nelle sale cinematografiche statunitensi il 24 giugno 2016,  è uscito nelle sale italiane il 1º dicembre 2016 (dopo un'anteprima nella sezione Festa Mobile del 34° Torino Film Festival).